# Bathyraja aguja
Bathyraja aguja е вид хрущялна риба от семейство Arhynchobatidae.

## Разпространение и местообитание
Видът е разпространен в Перу.
Среща се на дълбочина около 981 m, при температура на водата около 4,7 °C и соленост 34,6 ‰.